# Diomedepolder
De Diomedepolder is een polder tussen Oostburg en Sluis, behorende tot de Ottevaere en Van Dammepolders.
De polder ontstond in 1827 door toedoen van Dominique Vandamme, zie ook de Austerlitzpolder. Hoewel Napoleon Bonaparte reeds was verslagen en overleden, was de concessie die Vandamme had verworven, nog steeds geldig. Het betrof een partij schorren in het Coxysche Gat van 179 ha. De polder werd vernoemd naar de zoon van Vandamme. De erfgenamen beschikten gedurende 52 jaar over het vruchtgebruik van de polder.
De Diomedepolder wordt doorsneden door het Uitwateringskanaal naar de Wielingen. De polder wordt begrensd door de Austerlitzdijk, de Diomedeweg en de Maagdenweg. Nabij de Coxydeweg, die dwars door de polder loopt, lag ooit het dorp Coxyde, dat echter bij de inundatie van 1583 verdwenen is.